# 山崎村 (岐阜県)
山崎村（やまざきむら）は、かつて岐阜県海津郡に存在した村である。現在の海津市南濃町山崎に該当する。村設立時は下石津郡の村であったが、郡制による郡の合併により、海津郡の村となっている。

## 歴史
- 1878年（明治11年） - 石津郡は上石津郡と下石津郡に分割され、当村は下石津郡となる。
- 1889年（明治22年）7月1日 - 町村制により、山崎村発足。
- 1897年（明治30年）4月1日[2] - 郡制に基づき、下石津郡、海西郡と安八郡の一部が合併し、海津郡になる。当村は海津郡の村となる。
- 1897年（明治30年）4月1日 - 西駒野村、羽沢村、徳田新田、庭田村、奥条村、徳田村、上野河戸村と合併し、城山村発足。同日山崎村は廃止。